# Rockefeller Center
Rockefeller Center – kompleks 19 budynków komercyjnych między 48. a 51. ulicą w Nowym Jorku. Zbudowany przez rodzinę Rockefellerów, jest zlokalizowany w centralnej części Manhattanu, zwanej Midtown Manhattan i obejmuje teren między Piątą i Szóstą Aleją. Jest to największy tego typu kompleks budynków na świecie, pokrywa łączną powierzchnię 89 000 m².
Rockefeller Center określony został mianem Narodowego Pomnika Historycznego w 1987 roku.

## Historia
Nazwa Rockefeller Center pochodzi od założyciela, Johna D. Rockefellera Jr., który w 1928 roku wydzierżawił teren od Columbia University i dwa lata później rozpoczął na nim prace. Rockefeller planował początkowo budowę nowego obiektu dla Metropolitan Opera, jednak po krachu na nowojorskiej giełdzie papierów wartościowych w 1929 roku wykreślił operę z projektu. Przyznał później: „Było oczywistym, że mogłem zrobić tylko dwie rzeczy. Pierwszą było porzucenie całej inwestycji. Inną, podjęcie ryzyka i samodzielna budowa oraz samodzielne finansowanie.” Rockefeller zdecydował ostatecznie, że będzie kontynuował prace. Podpisał 24-letnią umowę (z możliwością trzykrotnego jej przedłużenia o 21 lat, czyli w sumie 87) z Columbia University. Uzgodnił również warunki kredytu z Metropolitan Life Insurance Company, a także sprzedał większość udziałów w spółce rafineryjnej.

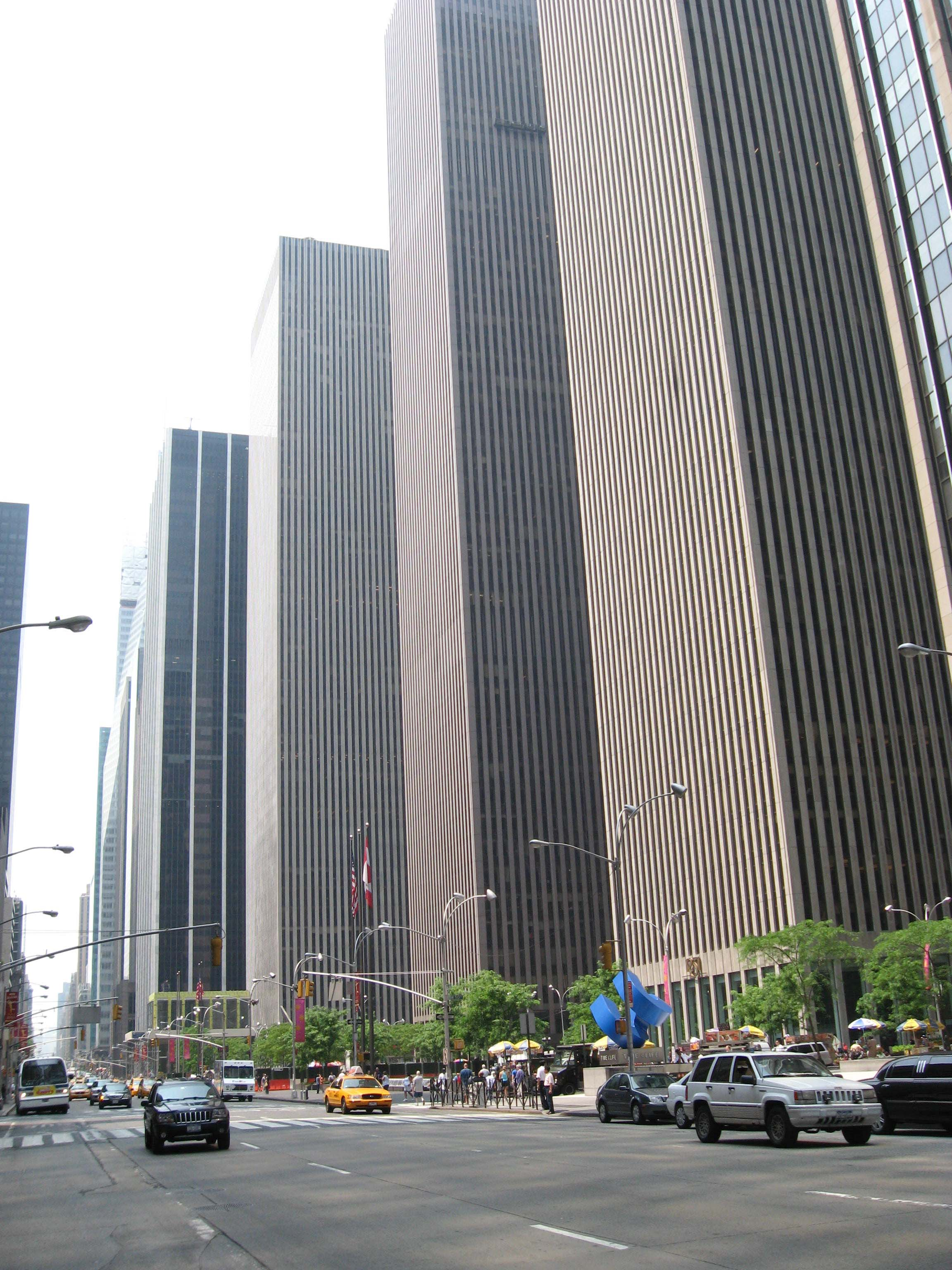
„Nowy” Rockefeller Center

Rockefeller Center był największym prywatnym projektem czasów współczesnych. Konstrukcja 14 budynków w stylu art déco rozpoczęła się 17 maja 1930 roku i została ukończona 1 listopada 1939 roku. Głównym budowniczym oraz zarządzającym budową był John R. Hood, a głównym architektem Raymond Hood.
Jako pierwszy pomysł na nazwę dla kompleksu wysunął w 1931 roku Ivy Lee, doradca rodziny. Junior był początkowo nieprzychylny tej idei, bowiem nie chciał łączyć nazwiska z nazwą. Jednak szybko przekonał się do pomysłu, gdyż chwyt ten miał zachęcić potencjalnych inwestorów do wynajmu powierzchni kompleksu.
W połowie lat 30. nad Rockefeller Center wisiało widmo skandalu, gdyż bez nazw pozostały cztery budynki. Ivy Lee sugerował, aby wynająć je niemieckim koncernom i nazwać Deutsches Haus. Jednak John Rockefeller odrzucił ten pomysł po tym, jak zobaczył nazistowski marsz Adolfa Hitlera. Ostatecznie puste budynki nazwano International Building North.
Podczas II wojny światowej Rockefeller Center był główną siedzibą amerykańskich oddziałów brytyjskiej Secret Intelligence Service oraz British Security Coordination, ze słynnym Pokojem 3603, centrum operacyjnym Allied Intelligence, a także biurem organizacji, która później przerodziła się w Central Intelligence Agency.
Rockefeller Center jest kombinacją dwóch kompleksów: starszego, złożonego z oryginalnych budynków z lat 30. oraz czterech wież wybudowanych w latach 60. i 70. (łącznie z Lehman Brothers Building). Siedziby Time-Life Building, McGraw-Hill i News Corp/21st Century Fox właściciela m.in. stacji Fox News Channel są częścią „nowego” Rockefeller Center, zarządzanego i należącego do prywatnej agencji nieruchomości Rockefeller Group.
W 1985 roku Columbia University sprzedał za 400 milionów dolarów grunty pod Rockefeller Center Rockefeller Group. W 1989 roku cały kompleks nabyła korporacja Mitsubishi Estate. W 2000 roku aktualny właściciel Rockefeller Center, Jerry Speyer (bliski przyjaciel Davida Rockefellera), wraz z rodziną Lestera Crowna kupili za 1,85 mld dolarów 14 starszych budynków, a także teren od wcześniejszych właścicieli: Goldman Sachs (50% udziałów), Gianniego Agnelliego, Stavrosa Niarchosa oraz Davida Rockefellera, którzy w 1996 roku powołali konsorcjum.

## Radio City Music Hall

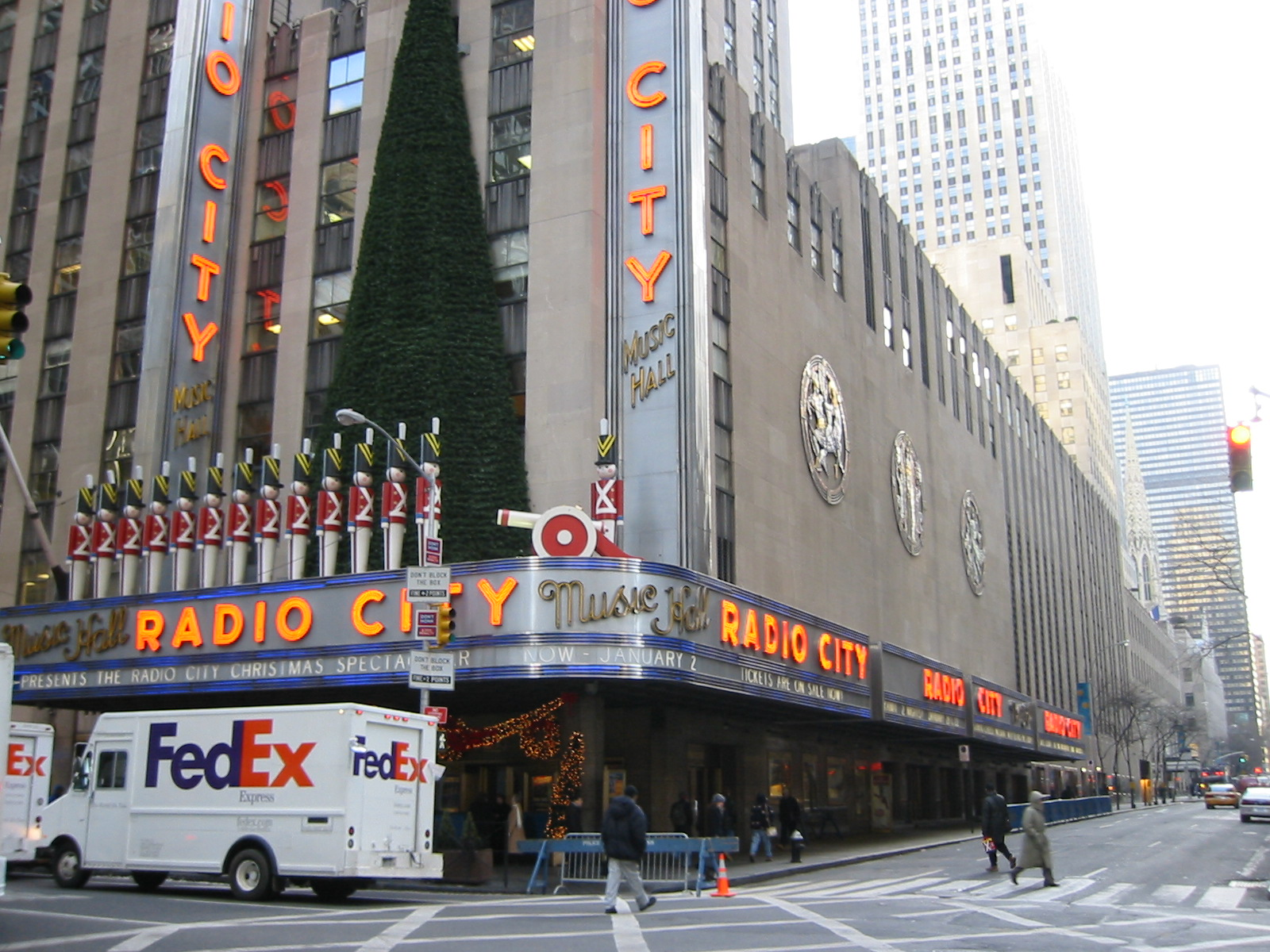
Radio City Music Hall na 50. ulicy i Szóstej Alei

Budowa Radio City Music Hall została ukończona w 1932 roku. Budynek był wtedy promowany jako największy i najbogatszy teatr na świecie. Początkowo nazwa obiektu miała brzmieć International Music Hall, jednak została zmieniona, aby odzwierciedlić nazwę nowego sąsiada, Radio City, jako że w GE Building swoją siedzibę umieściły NBC Studios. GE była jedną z pierwszych oraz najważniejszych inwestycji i dlatego niekiedy cały Rockefeller Center określany był jako Radio City.
Music Hall miał być według planów konsorcjum trzech firm architektonicznych, które zatrudniły Edwarda Durella Stone’a, aby zaprojektował zewnętrzną część obiektu, natomiast za wnętrza odpowiedzialny był Donald Deskey. Deskey uznał, że charakter budynku najlepiej odzwierciedlać będzie duża liczba rzeźb oraz obrazów. Pojemność Music Hall wynosi 6 tys. miejsc i po słabym starcie, budynek stał się jednym z najczęściej odwiedzanych przez turystów obiektów w Nowym Jorku. Music Hall został gruntownie odnowiony w 1999 roku, a obecnie jego wnętrze stanowi jeden z najlepszych przykładów wykorzystania art déco na świecie.
Po dekadach bycia miejscem premier filmowych oraz przedstawień scenicznych, Music Hall w 1979 roku stał się organizatorem szerokiej rangi wydarzeń kulturalnych. W okresie świątecznym odbywa się doroczny spektakl Radio City Christmas Spectacular, który od 70 lat jest tradycją teatru. Ogromna scena z charakterystycznymi windami i obrotnicami, przyciąga do Music Hall wielu artystów. Występowali w nim np. Frank Sinatra, Ella Fitzgerald i Madonna, a poza tym miały tu miejsce m.in. ceremonie rozdania nagród Grammy i Tony.
Music Hall została odwiedzona przez ponad 300 milionów ludzi.

## GE Building (RCA Building)

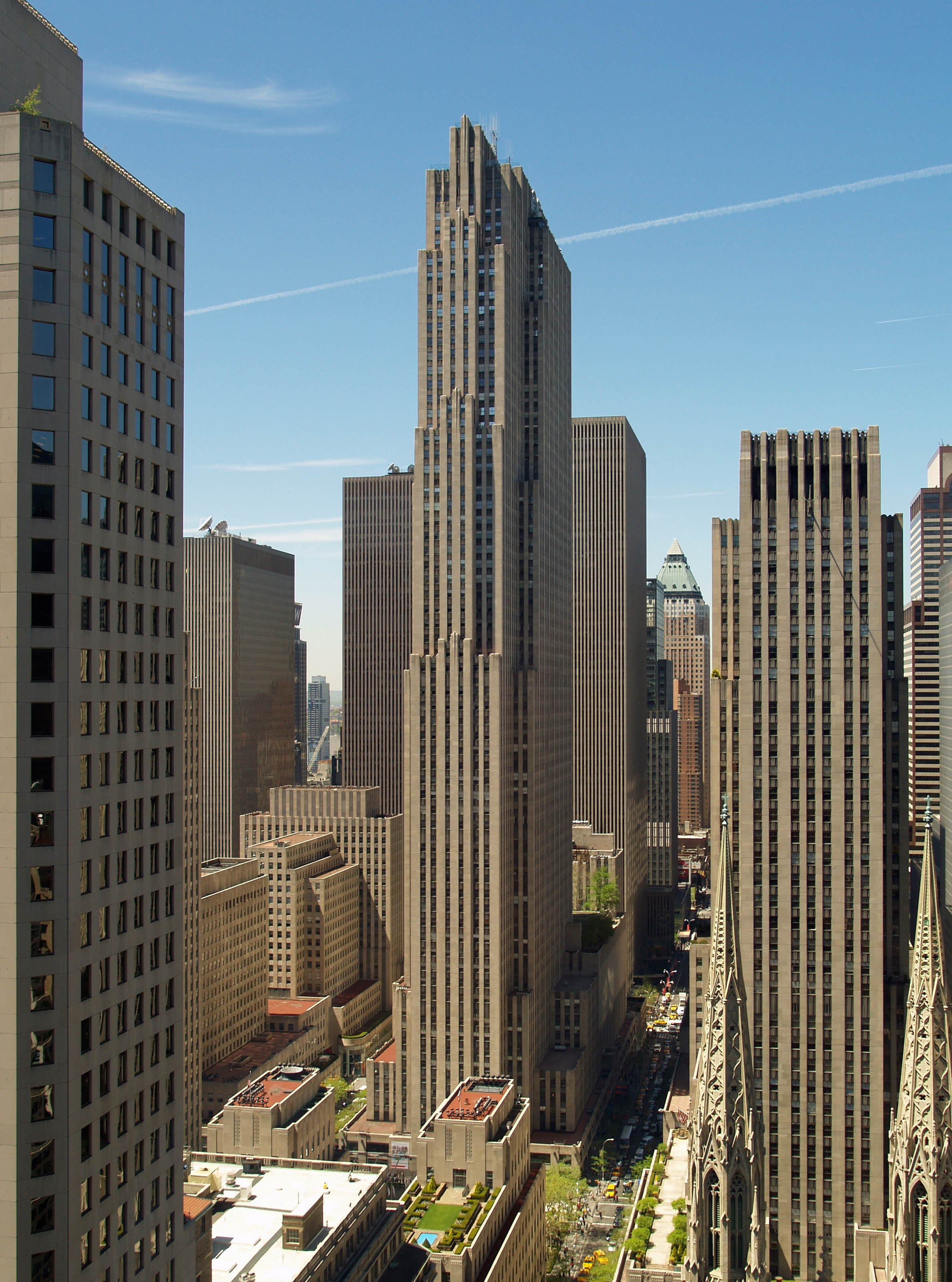
GE Building

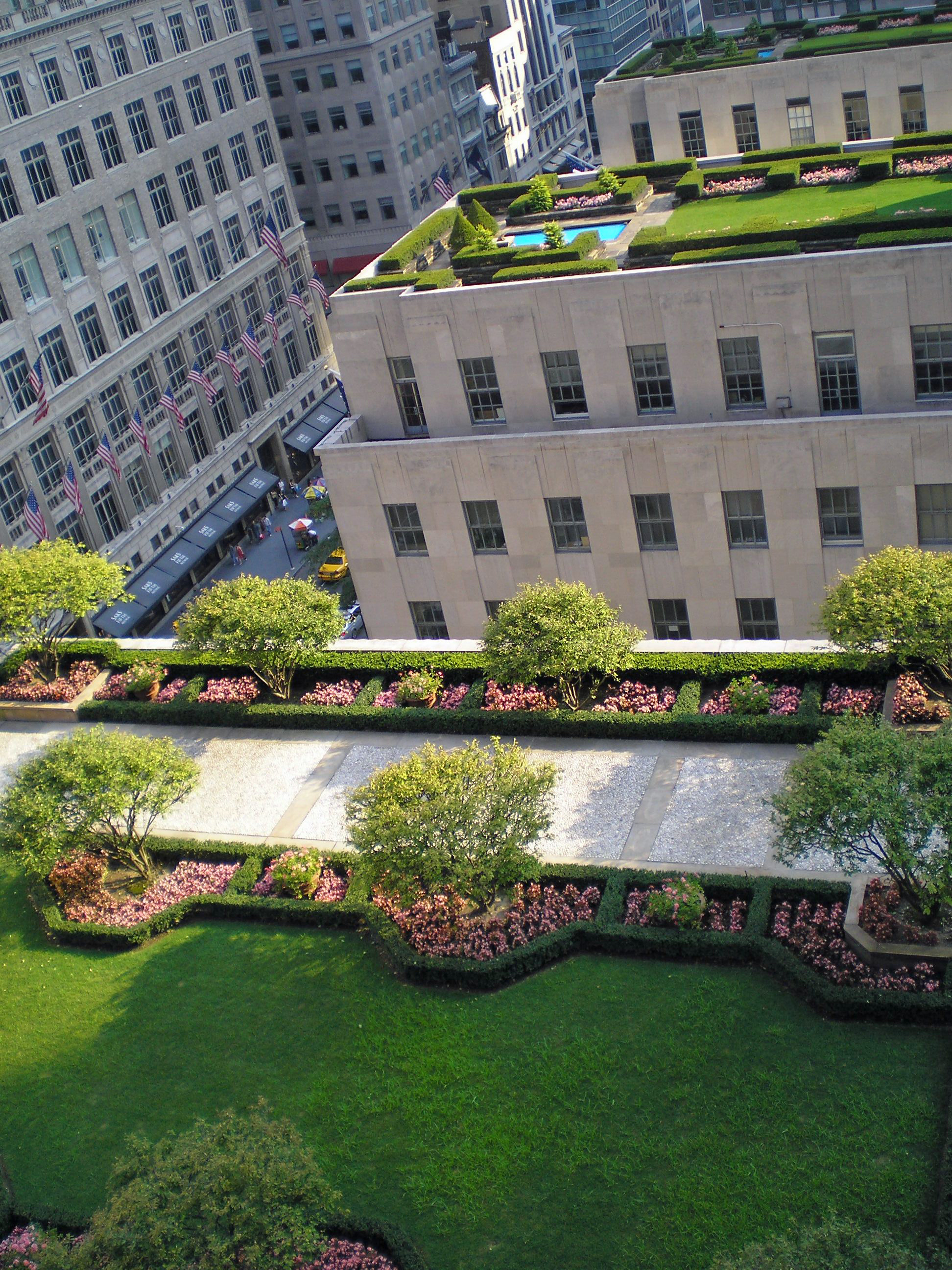
Ogrody na dachach budynków Rockefeller Center

Centralnym budynkiem Rockefeller Center jest 70-piętrowy, zajmujący powierzchnię 266 m² GE Building, wcześniej znany jako RCA Building, w 30 Rockefeller Plaza (30 Rock). Obiekt był miejscem, w którym Charles C. Ebbets zrobił w 1932 roku słynną fotografię Lunch atop a Skyscraper, przedstawiającą budowlańców, którzy bez żadnych zabezpieczeń siedzieli na stalowej belce i jedli lunch.
Nazwa budynku została zmieniona w latach 80. po tym, jak korporacja General Electric (GE) ponownie nabyła RCA, którą pomogła w 1919 roku stworzyć. Znana restauracja Rainbow Room znajduje się na 65. piętrze budynku; biura rodziny Rockefellerów obejmują piętra 54-56. Wieżowiec jest siedzibą NBC oraz większości studiów filmowych sieci w Nowym Jorku, w tym 6A, byłego studia Late Night with David Letterman oraz Late Night with Conan O’Brien i obecnego studia The Dr. Oz Show; 6B, studia Late Night with Jimmy Fallon; 8H, studia Saturday Night Live; a także obiektów NBC News, MSNBC i lokalnej stacji WNBC.
W przeciwieństwie do większości wież wybudowanych w latach 30., GE Building posiada płaski dach, na którym znajduje się taras widokowy, zwany „Top of the Rock”. W 2005 roku ukończona została warta 75 milionów dolarów renowacja dachu, nad którą kontrolę sprawował właściciel Rockefeller Center, Tishman Speyer Properties. 3-piętrowy obszar turystyczny składa się z multimedialnej wystawy na temat historii kompleksu. Na 70. piętrze, na które można się dostać zarówno schodami, jak i windą, znajduje się taras widokowy z 360°, panoramicznym widokiem na Nowy Jork.
Przed 30 Rock znajduje się Lower Plaza. Rzeźbiarz Paul Manship został w 1933 roku wybrany do stworzenia dzieła mającego wypełnić przestrzeń pod słynną doroczną choinką bożonarodzeniową, ale wszystkie pozostałe plany zostały z czasem przerwane. Dopiero w Boże Narodzenie 1936 roku otwarto przed Rockefeller Center lodowisko. Od tego czasu lodowisko oraz świąteczne drzewo stały się tradycją budynku.

## Center Art

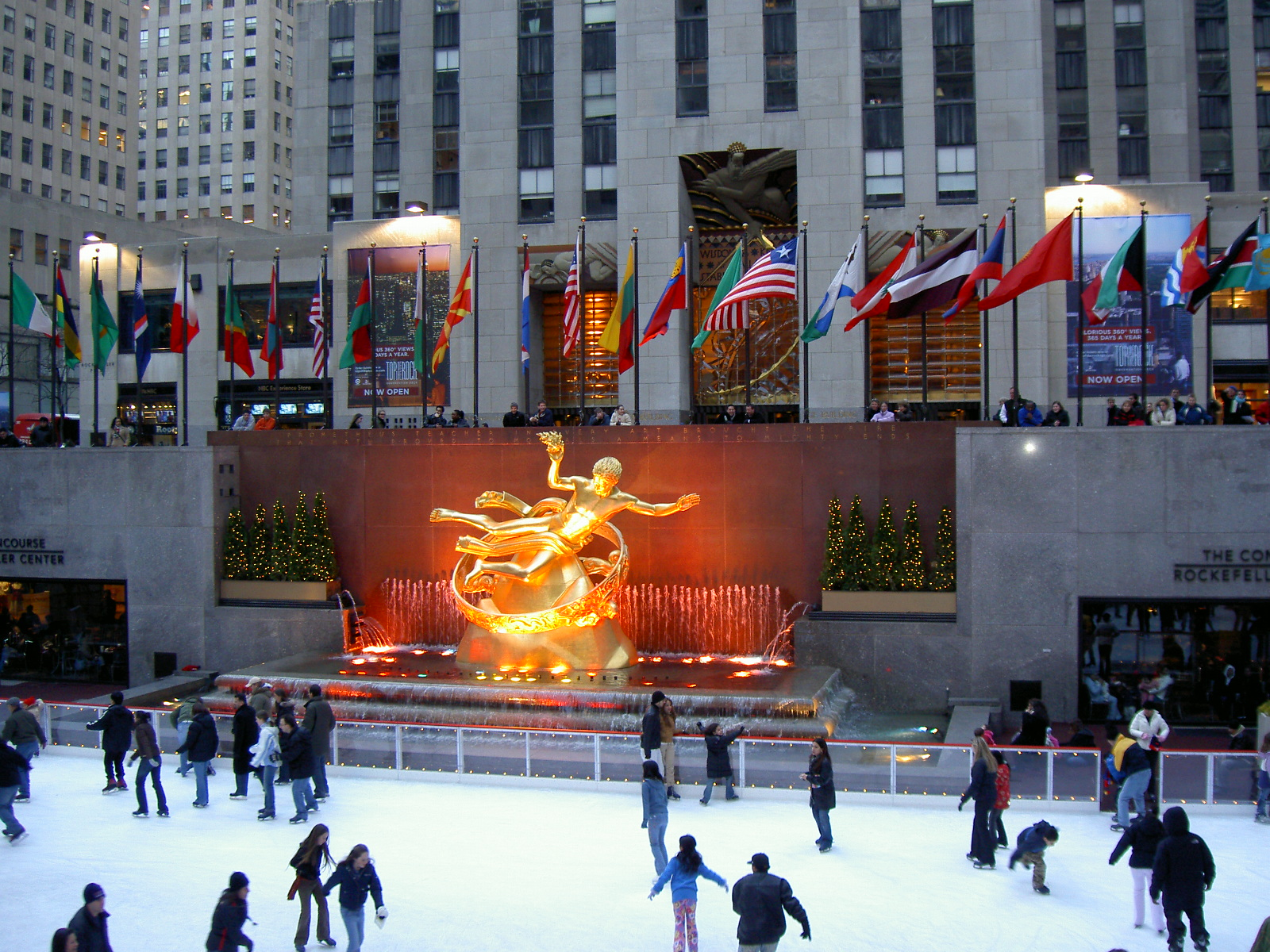
Lower Plaza przed Rockefeller Center w marcu 2006 roku

Rockefeller Center reprezentuje przełomowy moment w historii rzeźbiarstwa: jest jednym z ostatnich budynków w Stanach Zjednoczonych rozwijających program promocji i integracji sztuki. Lee Lawrie był autorem największej liczby indywidualnych rzeźb – dwunastu.
Paul Manship stworzył pozłacaną statuę jednego z greckich tytanów, Prometeusza, którą umiejscowiono przed 30 Rockefeller Plaza. Modelem był Leonardo (Leon) Nole, natomiast inskrypcja na granitowej ścianie przytacza słowa Ajschylosa. Mimo że niektóre źródła wymieniają pomnik jako czwartą tego typu statuę w Stanach Zjednoczonych, po Lincoln Memorial, Mount Rushmore oraz Statui Wolności, Manship nie był z tego zadowolony.
W budowę Rockefeller Center wkład miało również wielu innych artystów, w tym Isamu Noguchi, który stworzył bas-relief News tuż nad wejściem do 50 Rockefeller Plaza (budynku Associated Press). W tamtym okresie była to największa metalowa płaskorzeźba na świecie. Wśród pozostałych twórców byli m.in.: Carl Milles, Hildreth Meiere, Margaret Bourke-White, Dean Cornwell oraz Leo Friedlander.
W 1932 roku meksykański socjalistyczny artysta Diego Rivera (którego sponsorem było Museum of Modern Art) został wybrany przez Nelsona Rockefellera do stworzenia kolorowych fresków w lobby GE Building. Rivera wywołał kontrowersje, gdyż jego Man at the Crossroads przedstawiał sceny z pochodu majowego w Moskwie oraz wyraźny portret Lenina. Nelson wystosował do artysty ostrzeżenie, aby zastąpił obraz Lenina anonimowymi twarzami, jednak Rivera odmówił, dlatego Rockefeller, po wypłaceniu należności, zerwał z nim współpracę. Dziewięć miesięcy później, po wyczerpaniu wszystkich prób ocalenia dzieła artysty – w tym ewentualnego przeniesienia do Museum of Modern Art, freski zostały ostatecznie zniszczone. Rivera po powrocie do Meksyku zmodyfikował i odtworzył Man at the Crossroads na podstawie fotografii zrobionych przez jego asystenta Lucienne’a Blocha.
Freski Rivery zastąpione zostały większym dziełem, American Progress, autorstwa Hiszpana Jose Maria Serta. Obraz przedstawia mężczyzn konstruujących nowoczesną Amerykę, w tym Abrahama Lincolna, Mahatmę Gandhiego oraz Ralpha Waldo Emersona i znajduje się w Grand Lobby w 30 Rock.
W 1962 roku na budynku została umieszczona plakietka z listą zasad, którą po raz pierwszy wygłosił John D. Rockefeller Jr. w 1941 roku. Rozpoczyna się ona słowami: „Wierzę w najwyższą wartość indywidualnych jednostek i ich prawa do życia, wolności i pogoni za szczęściem.” Poza tym zawiera inne prawdy, dotyczące między innymi wolności przedsiębiorstwa i religii.

## Budynki i użytkownicy

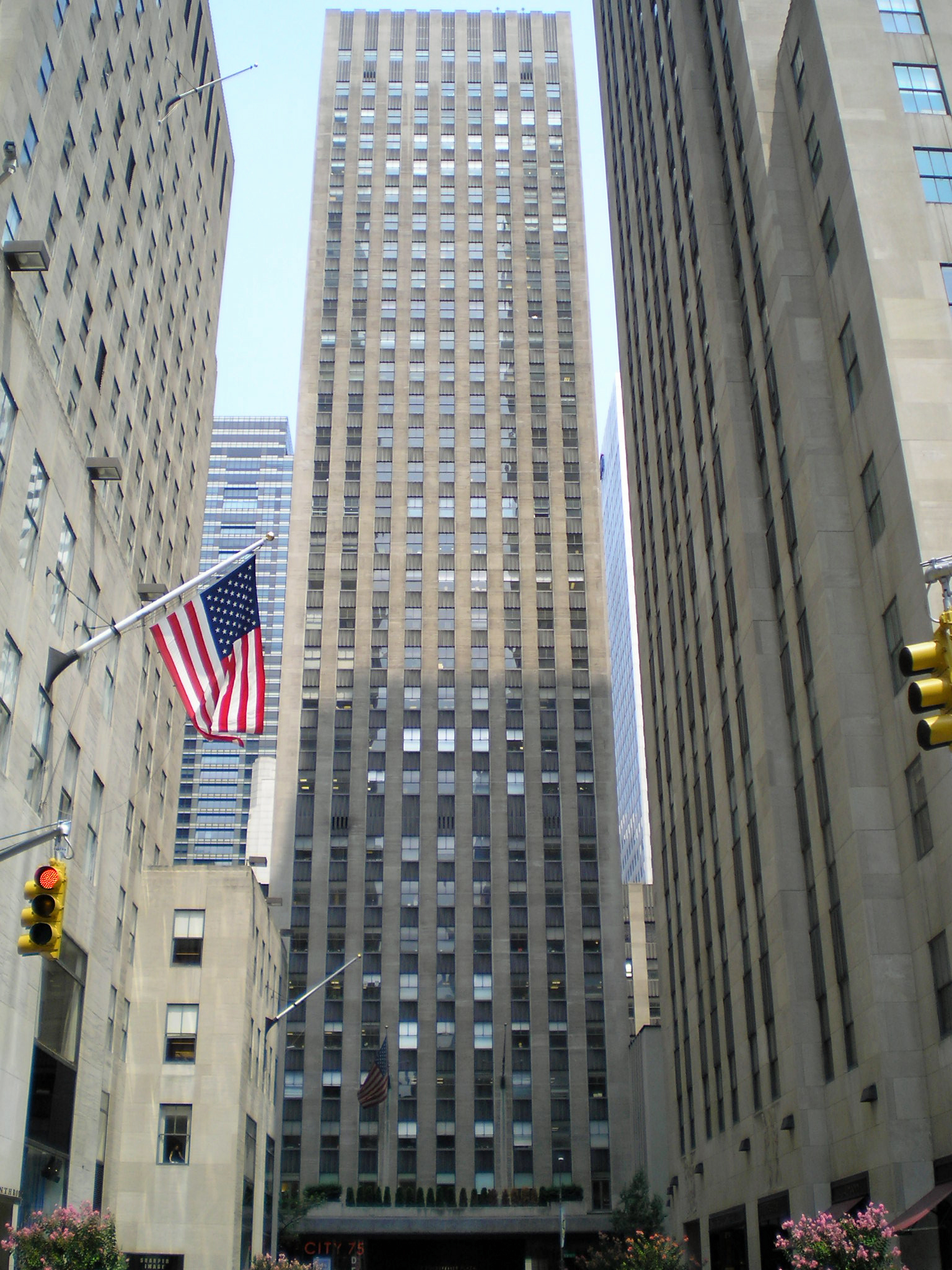
75 Rockefeller Plaza

- One Rockefeller Plaza, oryginalnie Time–Life Building; pierwszym dzierżawcą był General Dynamics, od którego budynek zaczerpnął nazwę.
  - East Japan Railway Company posiada suitę 1410.[18]
- 10 Rockefeller Plaza, wcześniej Eastern Air Lines(inne języki) Building. Eastern miał tu swoją siedzibę w 1975 roku[19]. Gdy Frank Borman został prezesem Eastern Airlines w 1975 roku, przeniósł siedzibę z Rockefeller Center do Miami-Dade na Florydzie[20].
  - Studia programu Today Show oraz nowojorskie biura Aerofłot[21].
- 30 Rockefeller Plaza (30 Rock): GE Building, wcześniej RCA Building i RCA West Building.
- 1240 Avenue of the Americas, jeden z oryginalnych budynków kompleksu. Został wykorzystany jako aneksowy obiekt 30 Rock.
- 50 Rockefeller Plaza: Bank of America, wcześniej Associated Press Building, wybudowany dla Associated Press, był siedzibą wielu agencji informacyjnych. Isamu Noguchi zaprojektował stalowy panel News, który znajduje się nad wejściem do budynku.
- 1230 Avenue of the Americas: Simon & Schuster Building[22].
- 1260 Avenue of the Americas: Radio City Music Hall(inne języki).
- 1270 Avenue of the Americas, oryginalnie RKO Building, później American Metal Climax (AMAX) Building.
- 600 Fifth Avenue, wcześniej Sinclair Oil Building.
  - Etihad Airways zajmują całe 20. piętro[23].
- 610 Fifth Avenue: La Maison Francaise.
- 620 Fifth Avenue: British Empire Building.
- 626 Fifth Avenue: Palazzo d’Italia.
- 630 Fifth Avenue: International Building.
- 636 Fifth Avenue: International Building North.

Budynki poniżej, położone przy wschodniej Szóstej Alei, są zarządzane przez Tishman-Speyer, współwłaściciela Rockefeller Center.
- 1271 Avenue of the Americas(inne języki): Time-Life Building.
- 1251 Avenue of the Americas, oryginalnie Standard Oil [NJ] Building, później Exxon Building.
- 1221 Avenue of the Americas(inne języki): McGraw-Hill Building.
- 1211 Avenue of the Americas(inne języki), oryginalnie Celanese Building, niekiedy zwany News Corp. Building.
- 745 Seventh Avenue, wcześniej Lehman Brothers Building, obecnie należący do Barclays Capital i Rockefeller Group.
- 1251 & 1211, budynki niezależne, należące do prywatnych inwestorów, zarządzane przez Rockefeller Group.

## Dawne budynki
- Center Theatre, wcześniej RKO Roxy Theatre, jedyna struktura oryginalnego Rockefeller Center, która została wyburzona.
- 75 Rockefeller Plaza(inne języki), oryginalnie Esso Building, później Time Warner Building.
- AXA Equitable Building, wcześniej Sperry Rand Building, 1290 Avenue of Americas.
- Hilton New York Hotel & Towers, wcześniej The New York Hilton at Rockefeller Center.
- Pod koniec lat 50. do Rockefeller Center należał Roxy Theatre. Roxy został zakupiony, aby nabyć prawa do budowy Time & Life Building. Po ukończeniu budowy Roxy Theatre został sprzedany. Obecnie Roxy, mimo iż nie jest częścią Center, jest powiązany z Time & Life Building.

## Podziemny pasaż handlowy
W podziemnych przejściach z ulicy 47. do 51. oraz z 5. do 6. alei funkcjonuje pasaż handlowy, oferujący szeroką gamę produktów, a także restauracje oraz pocztę. Na pasaż można dostać się schodami z lobby sześciu budynków, a także windami z restauracji przy lodowisku. Do wschodniego wejścia można się również dostać przez stację metra pod 6. aleją. W pasażu wiosną 2010 roku została otwarta największa niezależna restauracja fast foodowa w Stanach Zjednoczonych.

## Flagi
Przed Rockefeller Center znajduje się ponad 200 masztów. Podczas świąt narodowych na każdym wywieszana jest flaga Stanów Zjednoczonych, natomiast na co dzień, poza amerykańskimi, znajdują się tam flagi m.in. państw członkowskich ONZ, poszczególnych stanów amerykańskich lub dekoracyjne, okazyjne flagi.

## Parki
Częścią zachodniego Rockefeller Center są dwa małe parki. Garden Park znajduje się między 50. a 49. ulicą, za 1251 Avenue of the Americas. McGraw-Hill Park położony jest z kolei między 49. a 48. ulicą, za McGraw Hill Building, a na jego terenie znajduje się fontanna.

## Galeria

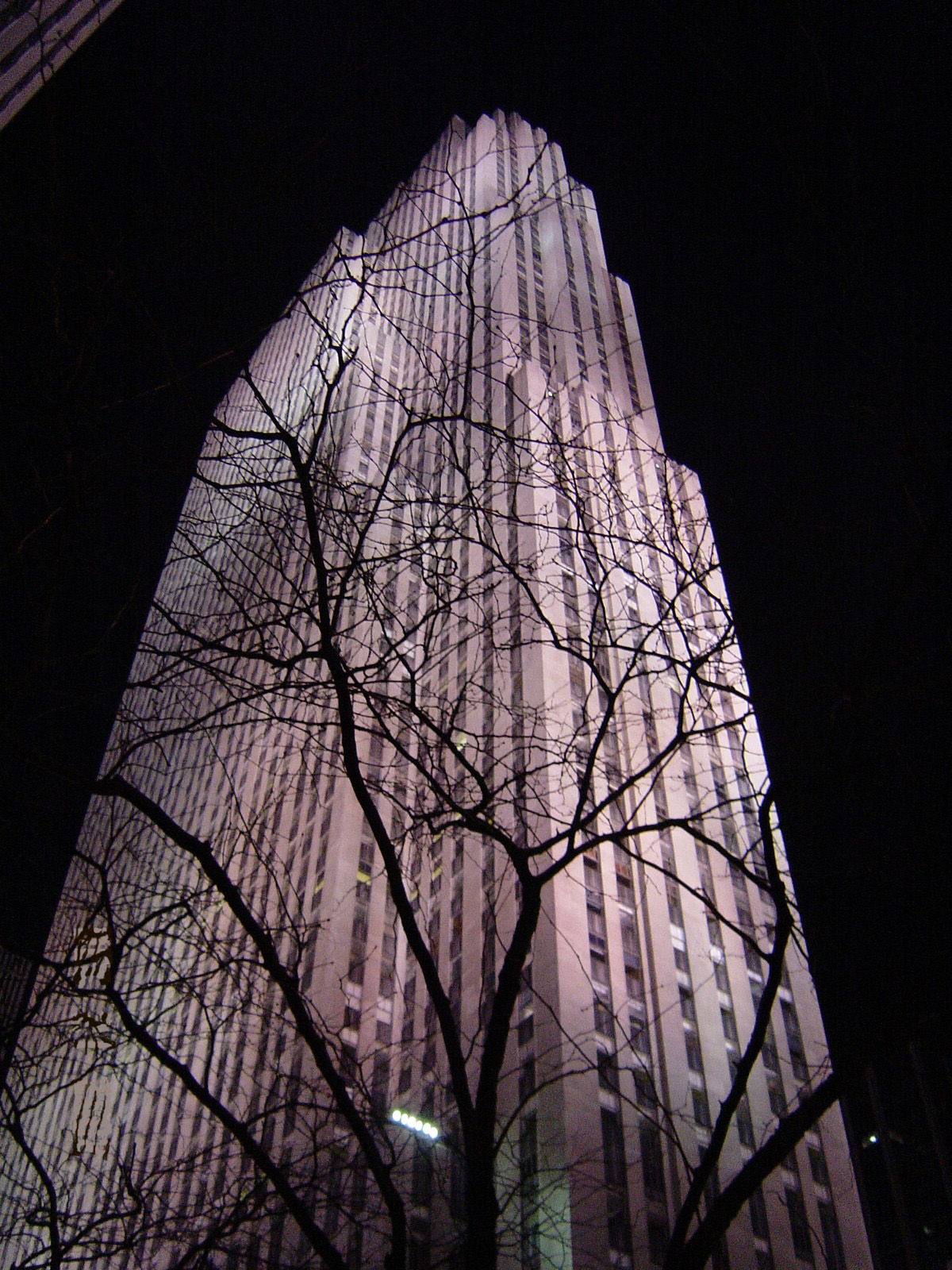
GE Building nocą.
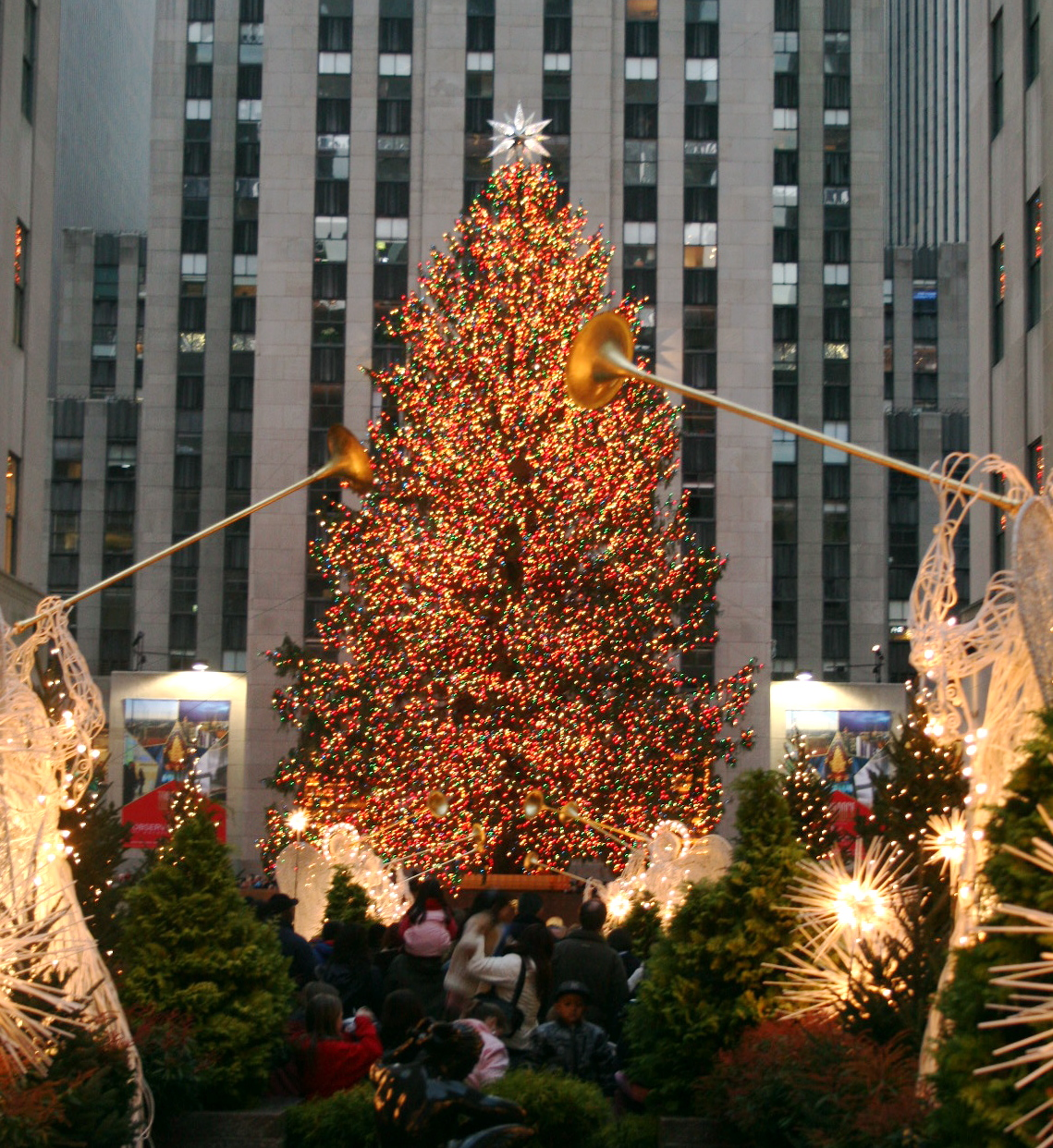
Tradycyjna choinka przed Rockefeller Center.
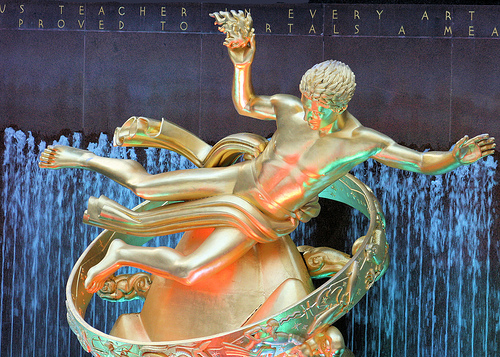
Prometeusz przed Rockefeller Center.